# 葉釗
葉釗（1468年—1510年），字時勉，江西承宣布政使司南昌府豐城縣（今江西省豐城縣）人，明朝政治人物。

## 生平
弘治十四年（1581年）辛酉科江西鄉試第二名舉人。弘治十五年（1502年）中式壬戌科會試第五十名，二甲第六十一名進士，授南京刑部主事，按察獄囚案件。此後亦判定守備中官侵蘆洲罪等，升南京刑部員外郎。
明武宗即位，葉釗因陳事進言阻止宦官干政，并乞召還劉大夏，釋放諫官戴銑等，觸怒劉瑾，被逮捕入詔獄，削籍歸鄉，在西江講學。劉瑾被誅後，起用禮部員外郎，未赴任即卒。學者在石鼓書院祭祀。

## 家族
曾祖葉本華；祖父葉清；父葉瑋，母熊氏；繼母朱氏。重庆下。

## 延伸阅读
[在维基数据编辑]
 《明史卷一百八十九》，出自《明史》